# Checoslovaquia en los Juegos Olímpicos de Los Ángeles 1932
Checoslovaquia estuvo representada en los Juegos Olímpicos de Los Ángeles 1932 por un total de 25 deportistas que compitieron en 4 deportes.  

## Medallistas
El equipo olímpico checoslovaco obtuvo las siguientes medallas:
| Nombre          | Deporte            | Competición |
| --------------- | ------------------ | ----------- |
| Oro             |                    |             |
| Jaroslav Skobla | Halterofilia       | +82,5 kg M  |
| Plata           |                    |             |
| Václav Pšenička | Halterofilia       | +82,5 kg M  |
| Josef Urban     | Lucha grecorromana | +87 kg M    |
| Bronce          |                    |             |
| František Douda | Atletismo          | Peso M      |